# Dynamene angulata
Dynamene angulata là một loài chân đều trong họ Sphaeromatidae. Loài này được Richardson miêu tả khoa học năm 1901.